# Парк имени генерала Потапова
Парк имени генера́ла Пота́пова (укр. Парк імені генерала Потапова) — городской парк в жилом массиве Никольская Борщаговка Святошинского района города Киева.

## Расположение
Расположен на пересечении улиц Владимира Покотило и Василия Доманицкого, на чётной её стороне, почти по всей длине улицы Василия Доманицкого.

## Описание
Создан в 1975 году. Площадь — 5,13 га. Парк имеет почти правильную прямоугольную форму с боковыми размерами приблизительно 385 на 130 метров. От улицы Владимира Покотило парк вглубь разделён центральной аллеей, которая на своём пути пересекает несколько боковых, меньших аллей. Этими аллеями парк разделён на своеобразные небольшие участки. В местах пересечения главной аллеи с боковыми аллеями и дорожками создано несколько кольцевых открытых площадей с деревьями в центре.
Зелёные насаждения парка — разнообразные породы деревьев и кустов. Преобладают лиственные породы деревьев — клёны, каштаны, липы, тополя, акации. Хвойные породы деревьев встречаются в центре круглых площадей.
На территории парка находится бювет артезианской воды, детская игровая площадка, места отдыха.
За парком расположены дома улицы Василия Доманицкого с чётными номерами, а также специализированная школа № 197 им. Д. Луценко с углублённым изучением английского языка.
Парк назван в честь генерал-майора танковых войск Потапова Михаила Ивановича, командующего 5-й армией Юго-Западного фронта, войска которой защищали Киев в первые месяцы Великой Отечественной войны в 1941 году.

## Галерея

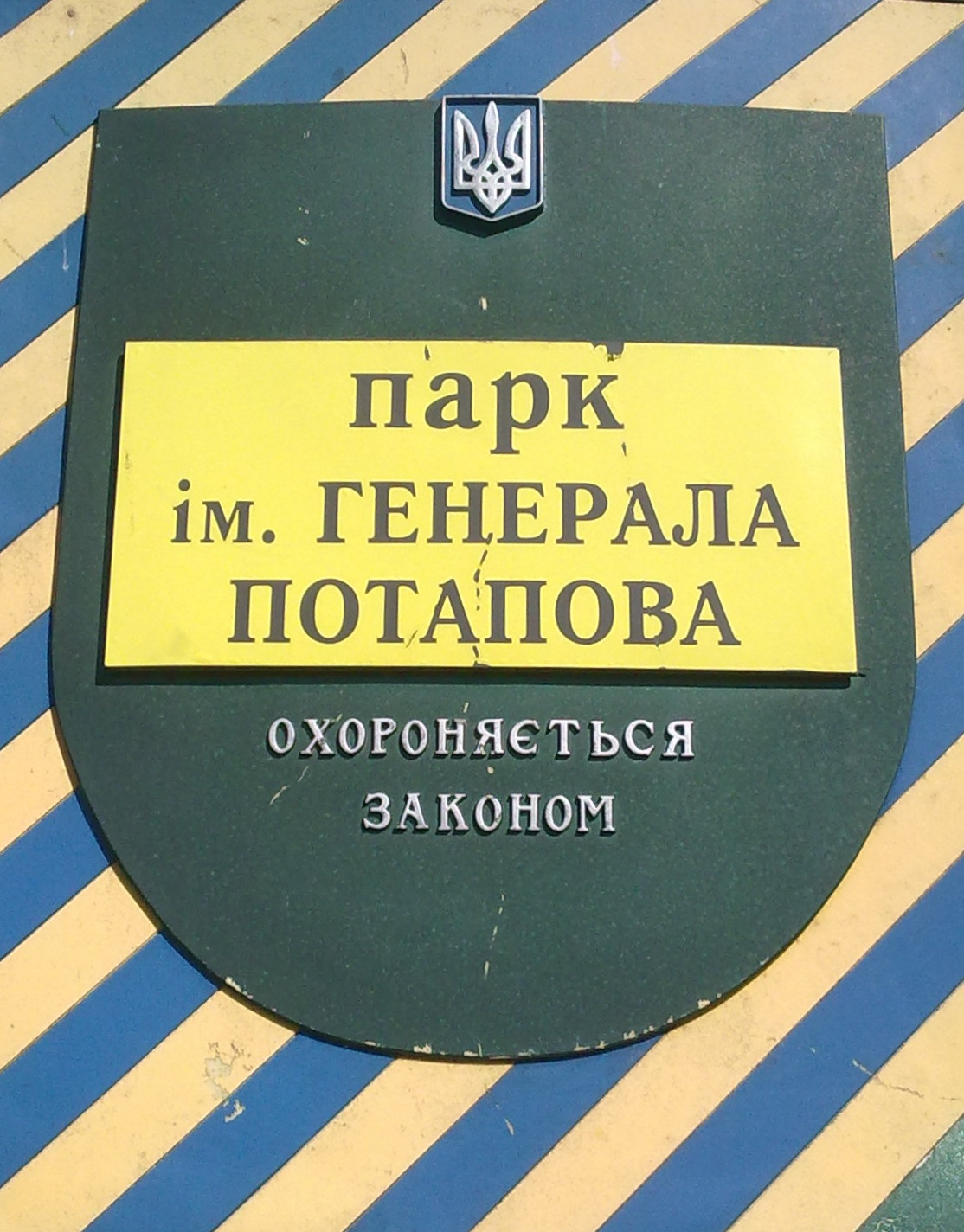
Охранная доска
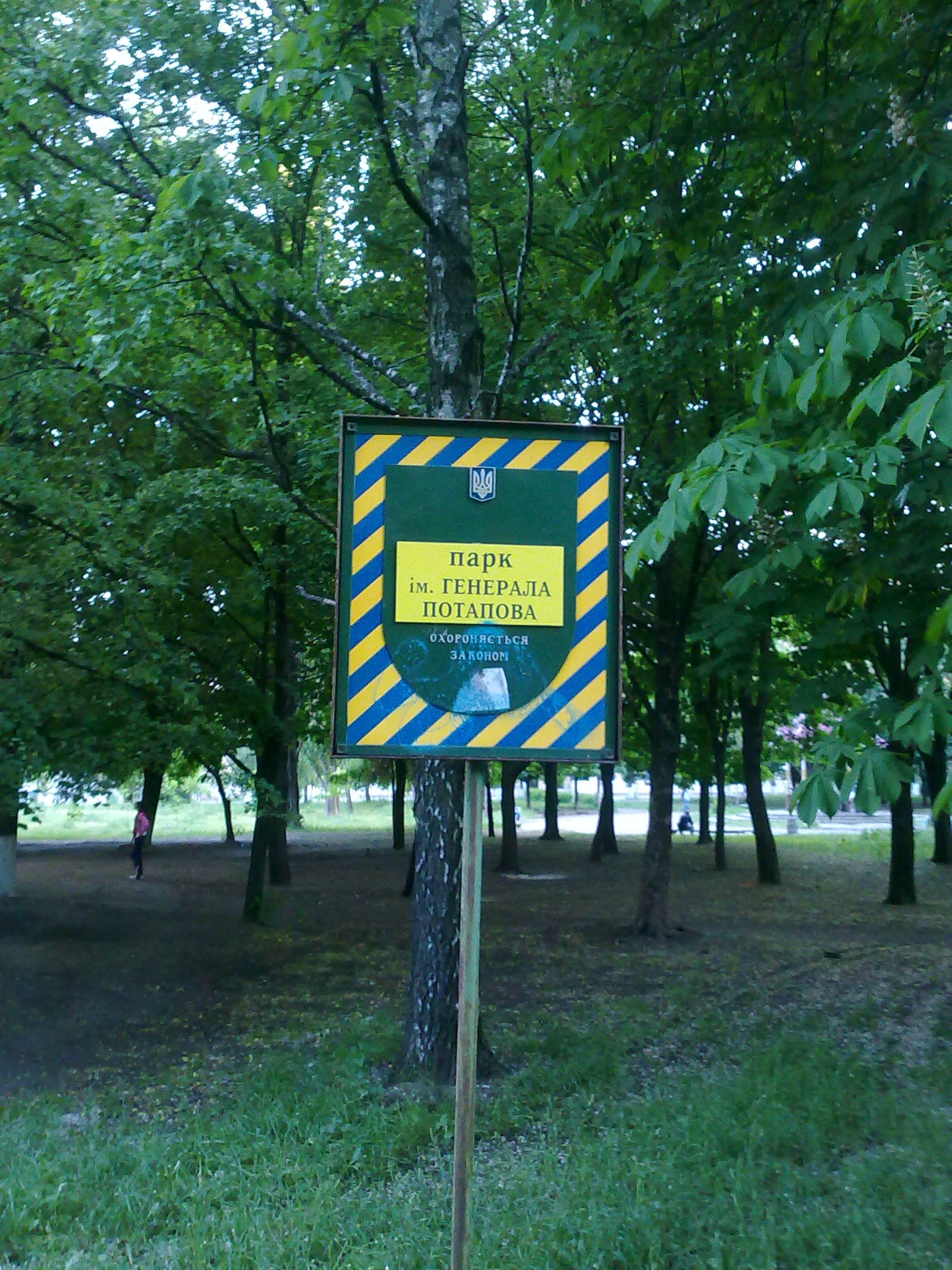
Охранная доска
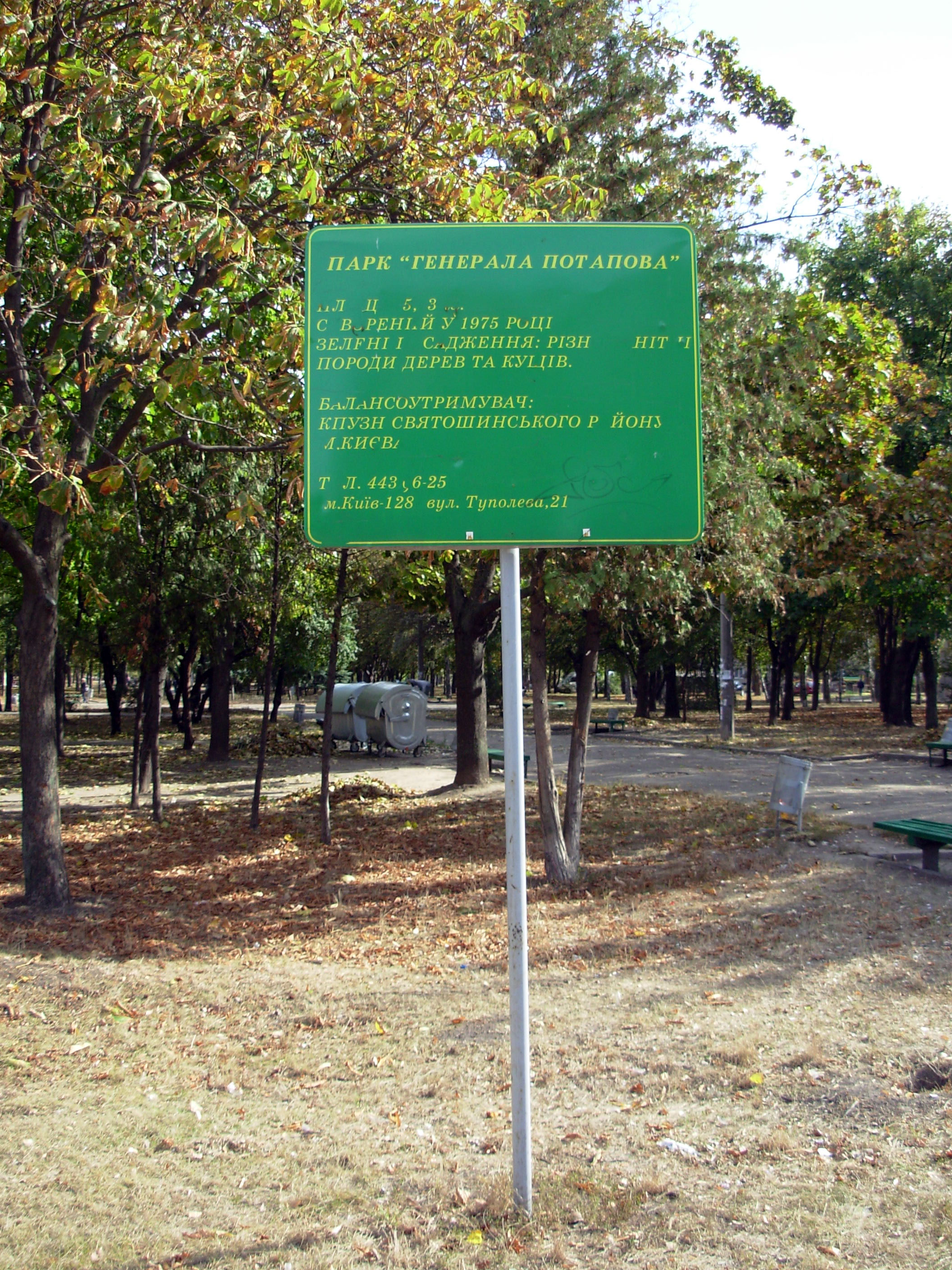
Информационная доска
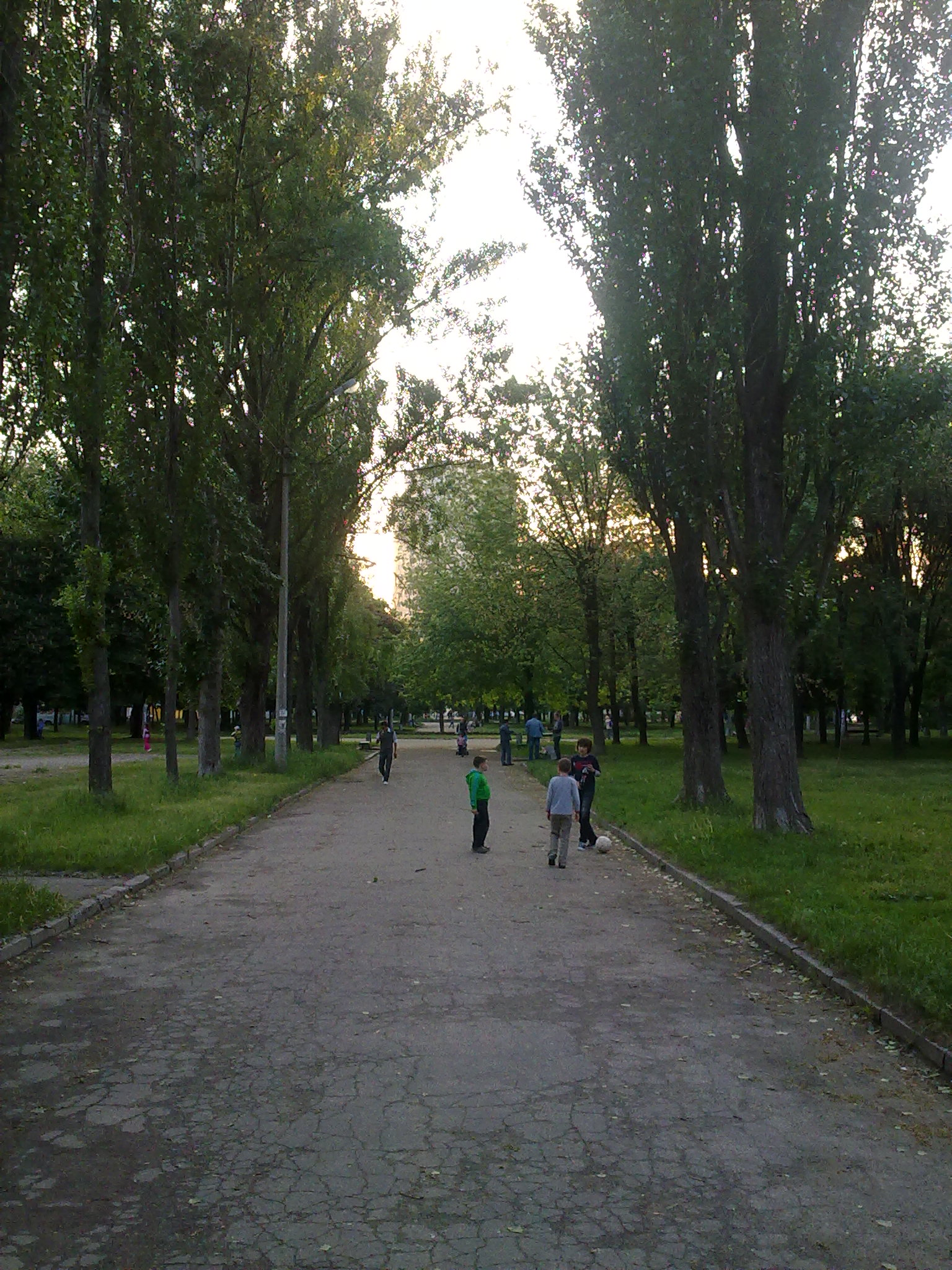
Центральная аллея
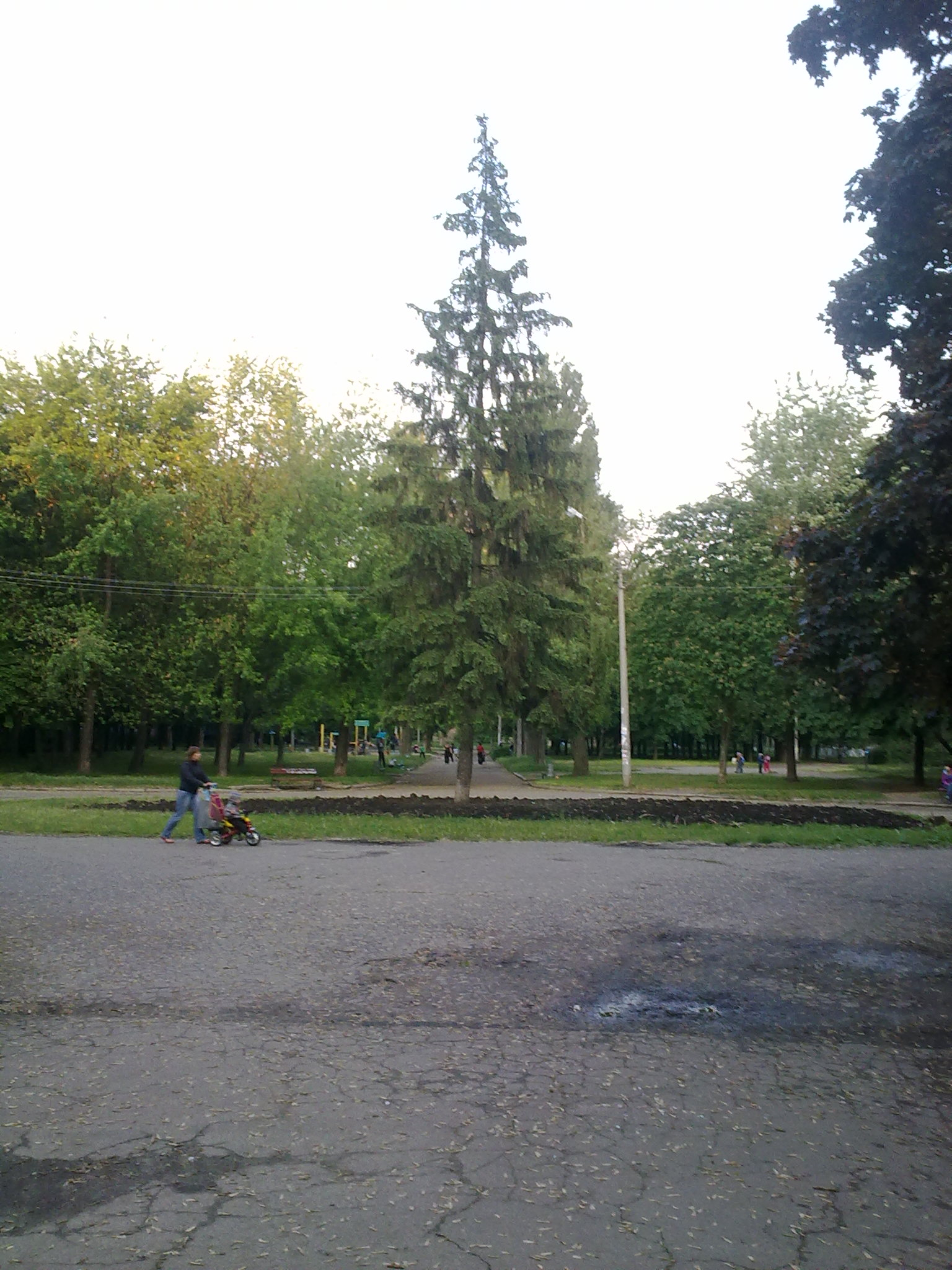
Круглая площадь на пересечении аллей
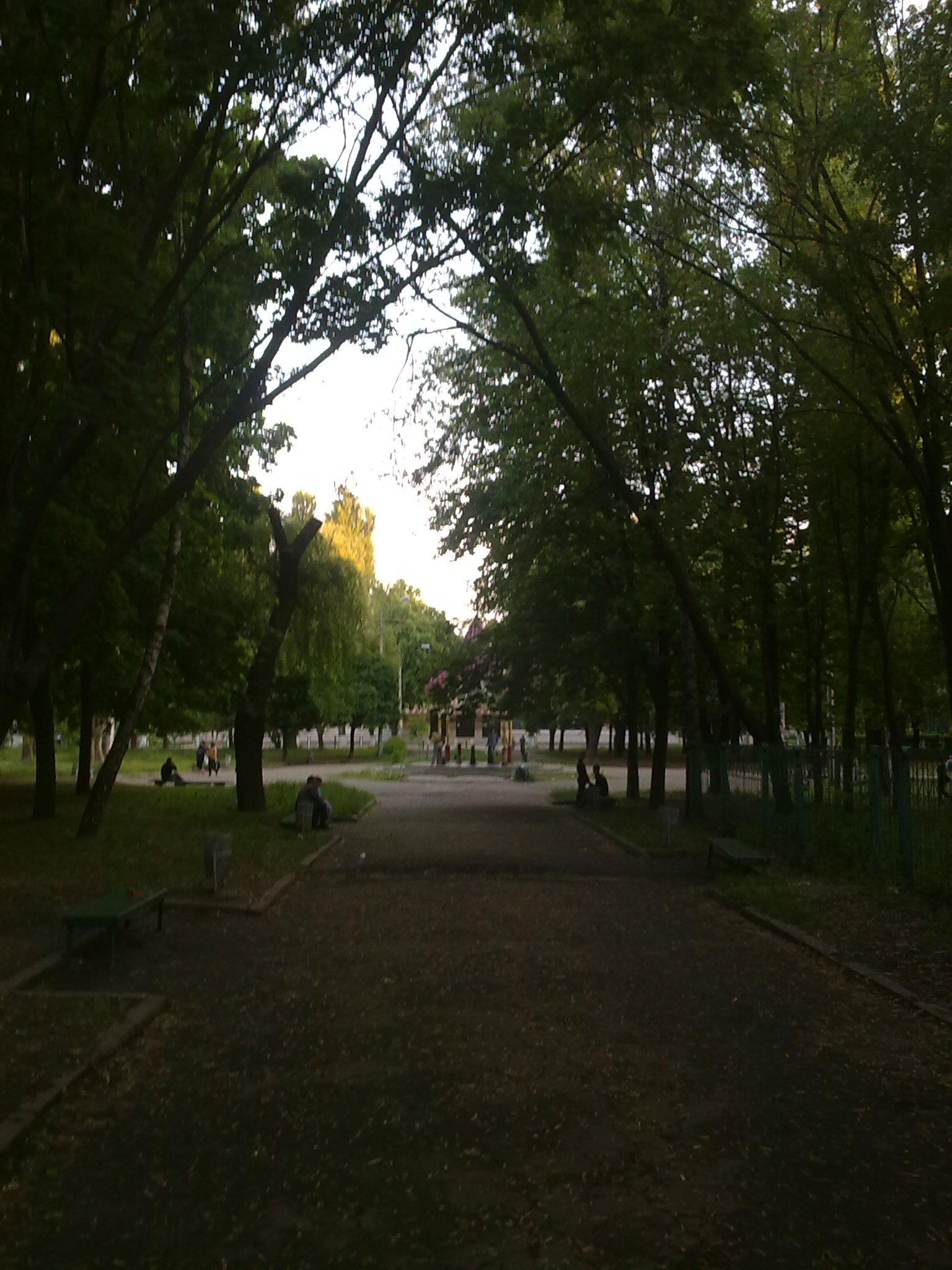
Боковая аллея
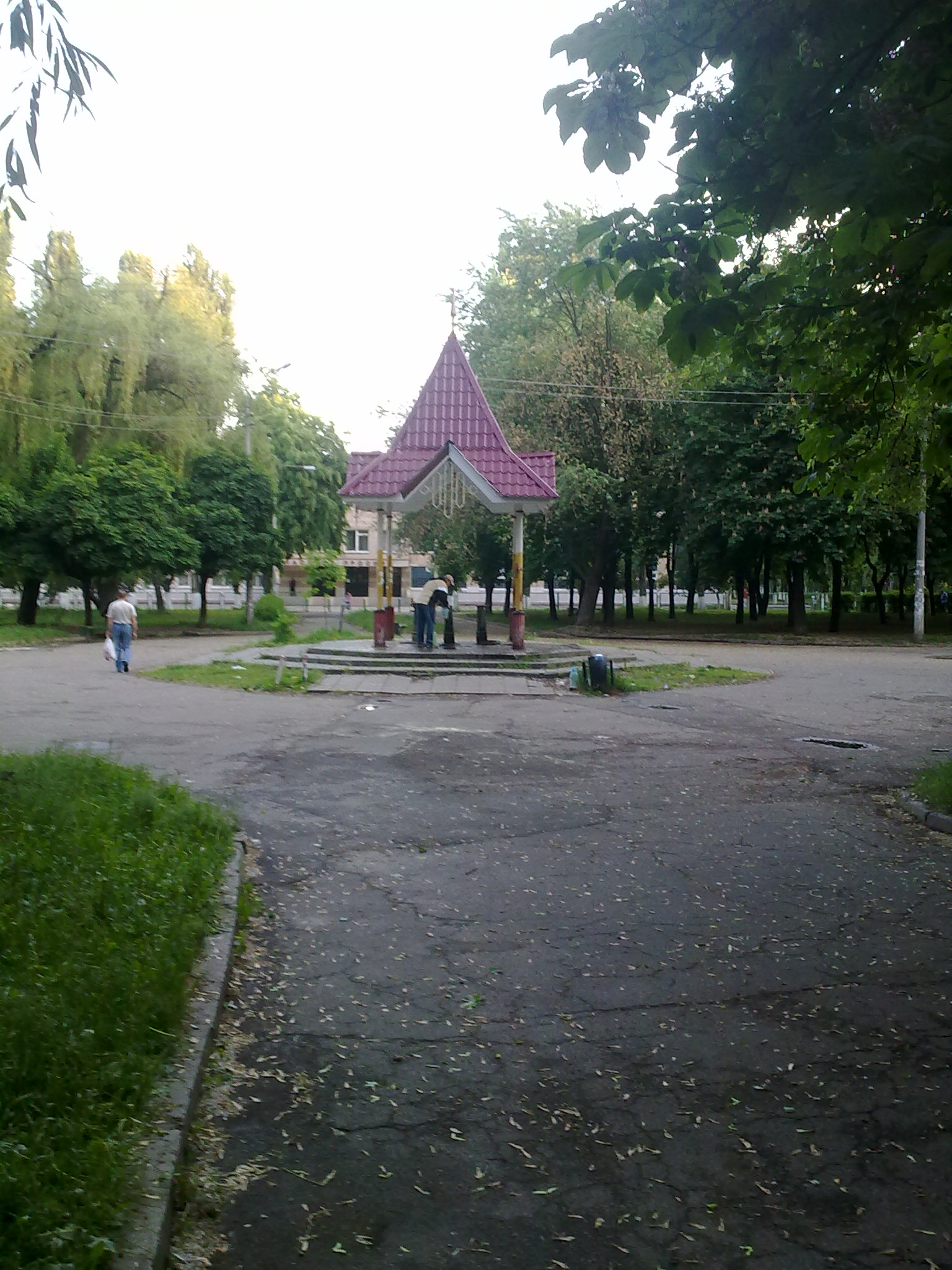
Бювет артезианской воды
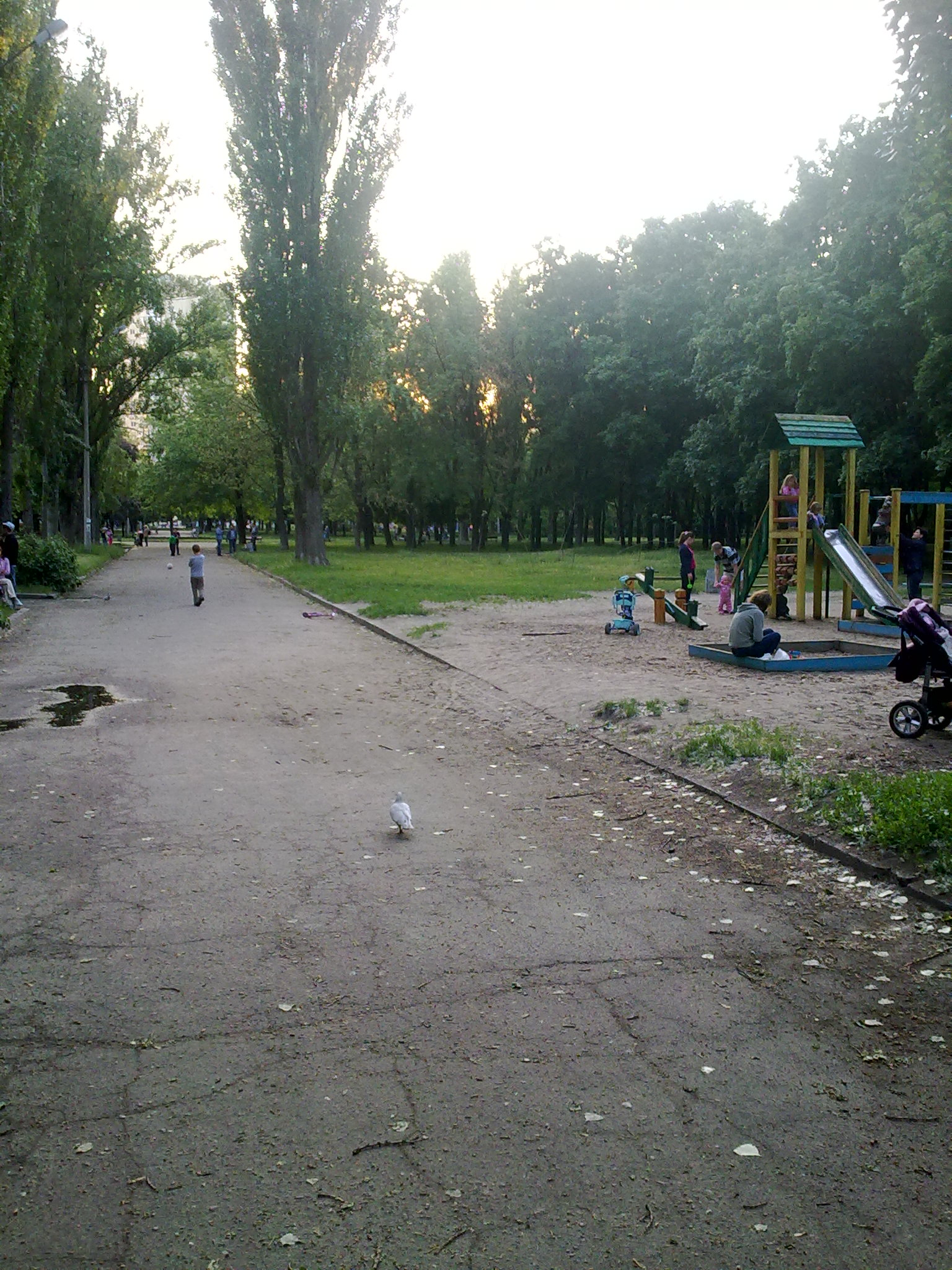
Детская игровая площадка
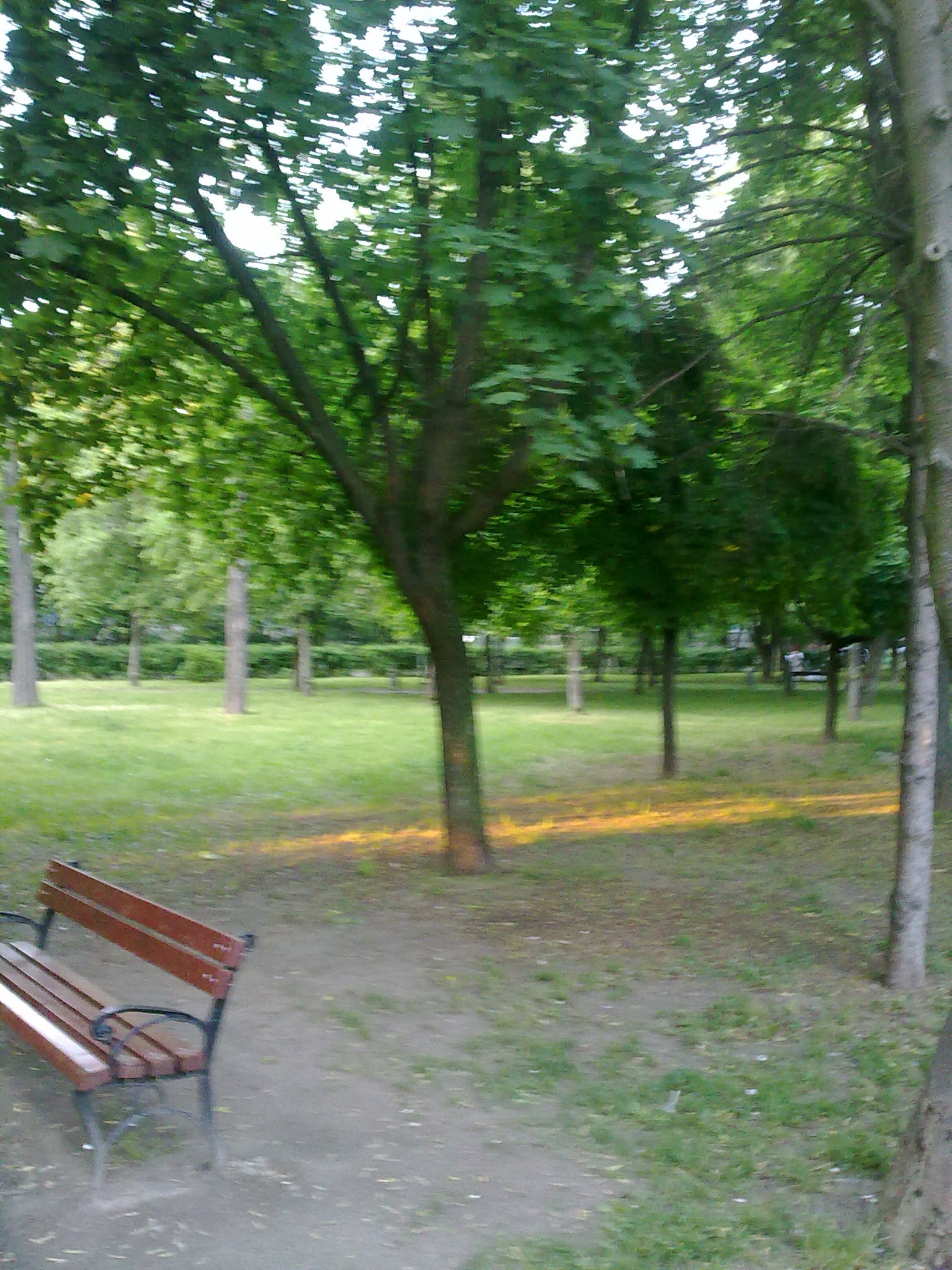
Место отдыха
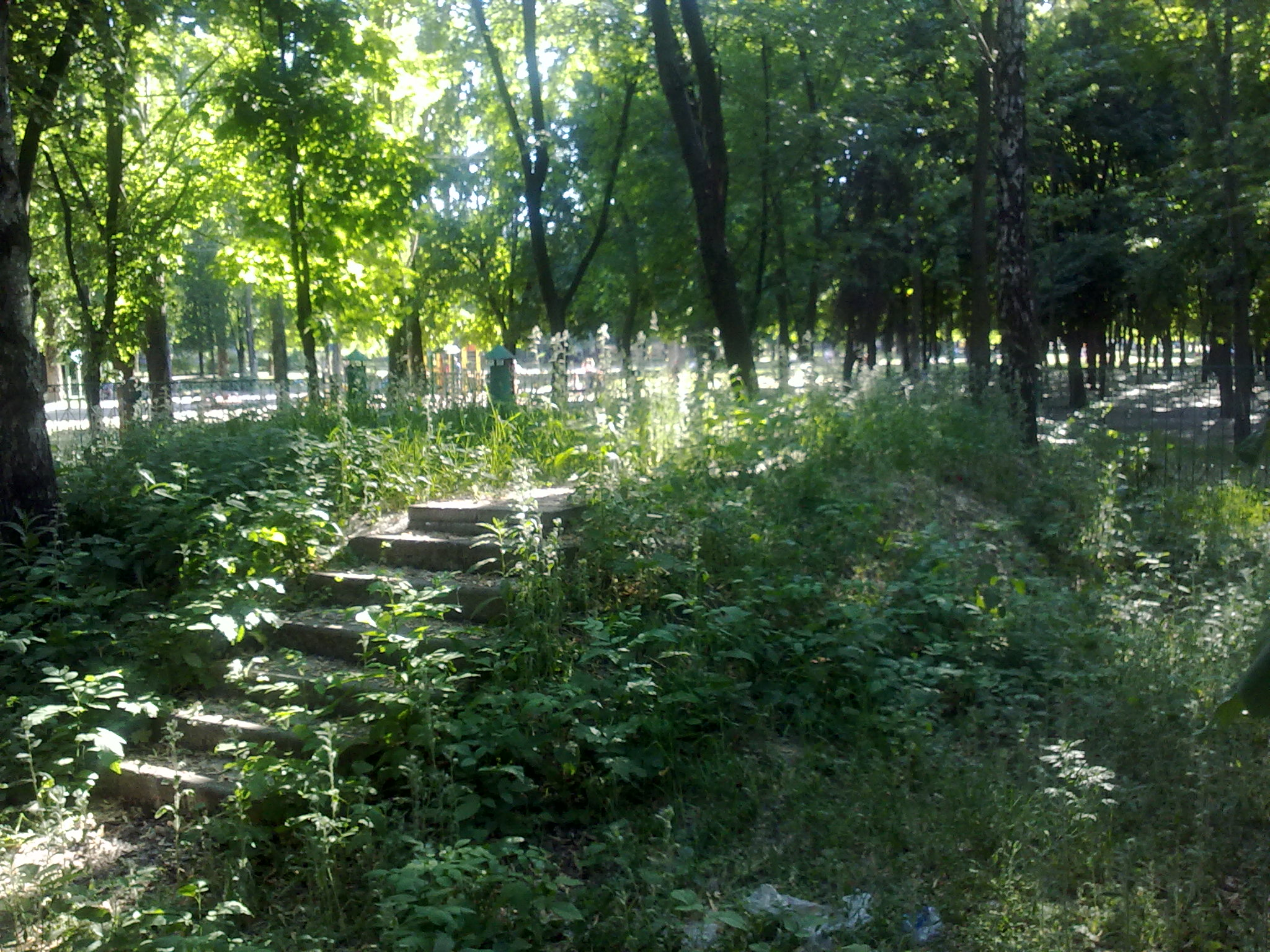
Убежище